# Китайско-мексиканские отношения
Китайско-мексиканские отношения — двусторонние дипломатические отношения между Китаем и Мексикой. Страны являются членами Азиатско-Тихоокеанского экономического сотрудничества, Большой двадцатки и Организации Объединённых Наций.

## История
Контакты между странами уходят корнями в годы установления власти Испанской империи в Америке и на Филиппинах. В XVI—XVII веках люди и товары перемещаясь между Китаем и Испанией, обычно делали остановку на Филиппинах (где было большое китайское поселение) и в Мексике через манильские галеоны. В 1573 году первые два галеона с китайскими товарами прибыли из Филиппин в Акапулько.
Особое значение для торговли между Испанской империей и империями Мин и Цин имели так называемые «испанские доллары», серебряные монеты, многие из которых чеканились в Мексике из серебра. Даже после обретения Мексикой независимости, а затем и после потери Испанией Филиппин, «мексиканские доллары» оставались важными для финансовой системы Китая. В период поздней империи Цин они стали стандартом, по которому должны были оцениваться серебряные монеты, которые начали выпускать монетные дворы провинций Китая.
Эта историческая связь между двумя странами подтверждается двумя испаноязычными книгами (вскоре переведенными на другие основные языки Европы), написанными духовными лицами, проживающими в Мексике: «История великого и могущественного Китайского королевства и его положение» Хуана Гонсалеса де Мендосы (1585 год) и «История завоевания Китая Тартарией» Хуана де Палафокс-и-Мендосы (опубликовано посмертно в 1670 году).
В декабре 1899 года империя Цин и Мексика официально установили дипломатические отношения после подписания Договора о дружбе, торговле и мореплавании. В 1904 году Мексика открыла первую дипломатическую миссию в Пекине, которая была вынуждена перемещаться в другие города из-за различных войн и периода нестабильности, пока представительство не было окончательно закрыто из-за японского вторжения в Китай в 1937 году. В 1942 году Мексика вновь открыла дипломатическую миссию в городе Чунцине, а в 1943 году дипломатические миссии в этих странах были преобразованы в посольства.
В 1971 году Мексика решила разорвать официальные дипломатические отношения с Китайской Республикой (Тайвань) после успешного принятия резолюции Генеральной Ассамблеи ООН 2758, признающей Китайскую Народную Республику в качестве единственного законного представителя Китая в Организации Объединённых Наций. В феврале 1972 года Китайская Народная Республика и Мексика установили дипломатические отношения. В 1973 году президент Мексики Луис Эчеверриа осуществил официальный визит в Китай и встретился с председателем Коммунистической партии Китая Мао Цзэдуном.
В 2016 году после избрания президентом США Дональда Трампа Китай и Мексика пришли к соглашению развивать дипломатические отношения. 12 декабря 2016 года председатель Государственного совета КНР Ян Цзечи встретился с министром иностранных дел Мексики Клаудией Руис Массьё, чтобы обсудить расширение транспортного сообщения и торговли между странами. В июле 2019 года министр иностранных дел Мексики Марсело Эбрард осуществил визит в Китай, чтобы придать новый импульс торговле и инвестициям.

## Туризм
В 2014 году около 63 000 граждан Китая посетили Мексику по делам или в туристических целях. Владельцам паспортов Гонконга и Макао не нужна виза для посещения Мексики (владельцам паспорта гражданина Китайской Народной Республики требуется виза). В том же году китайские дипломатические представительства в Мексике выдали более 35 000 виз для мексиканских граждан.

## Торговля
В последние годы Китай пытается расширить свои инвестиции и торговлю в Мексике, аналогично действиям в других странах Латинской Америки и Африки. Китай собирался построить мегамолл «Dragon Mart» за 200 миллионов долларов США на территории 1400 акров недалеко от пляжного курорта Канкуна. Торговый центр стал бы крупным торговым центром для китайских товаров в Мексике и других странах полушария. Экологи Мексики выступили против проекта по причине ухудшения состояния окружающей среды в случае строительства. Город Канкун изначально отказал китайцам в разрешении на строительство, но они обратились с предложением в штат Кинтана-Роо и федеральное правительство предоставило разрешение. В январе 2015 года президент Мексики Энрике Пенья Ньето отменил это решение. Глава агентства по охране окружающей среды Мексики Гильермо Аро расторг контракт и наложил штраф в размере 1,5 миллиона долларов США за уже нанесенный ущерб экосистеме. «Dragon Mart» должен был иметь около 3000 киосков для торговли. Мексиканские промышленники были довольны решением правительства, потому что ожидали, что «Dragon Mart» наводнит рынок Мексики китайскими товарами. Экологи расценили это решение как победу и прецедент для будущих проектов. В ноябре 2014 года правительство Мексики аннулировало контракт с Китаем на строительство сверхскоростного поезда в Мексике так как один из победителей этого контракта продал особняк жене президента на выгодных условиях. Конкурс был отменён, и в 2015 году должны были состояться новые торги, но правительство «приостановило на неопределенный срок» реализацию проекта.
В 2018 году объём товарооборота между странами составил сумму 90 миллиардов долларов США. В 2014 году Китай являлся четвертым по величине экспортным рынком Мексики и вторым по величине торговым партнером по импорту. Экспорт Мексики в Китай составлял сумму 5 миллиардов долларов США в год, тогда как импорт Мексики из Китая составлял сумму 66 миллиардов долларов США. В Мексике представлены несколько китайских транснациональных компаний, таких как: «Hisense», «Huawei», «JAC Motors», «Lenovo» и «ZTE». В то же время в Китае работают несколько мексиканских транснациональных компаний, таких как: «Gruma», «Grupo Bimbo», «Nemak» и «Softtek».

## Академические связи
Национальный автономный университет Мексики учредил Центр китайско-мексиканских исследований на факультете экономики, цель которого — улучшить понимание Китая и его отношений с Мексикой. В центре, помимо прочего, проводятся конференции и публикуются отчеты.

## Дипломатические миссии
- Китай имеет посольство в Мехико и генеральное консульство в Тихуане[20].
- Мексика содержит посольство в Пекине и генеральные консульства в Гуанчжоу, Гонконге и Шанхае[21].